# Вовча зграя (телесеріал)
«Вовча зграя» (англ. Wolf Pack) — американський надприродний підлітковий драматичний телесеріал, розроблений Джеффом Девісом, заснований на однойменній книзі 2004 року, написаній канадським письменником Едо ван Белкомом. Вихід серіалу на «Paramount+» відбувся 26 січня 2023 року.
В січні 2024 телесеріал було закрито після першого сезону.

## Сюжет
Блейк Наварро є ексцентричною особистістю з незаможної родини, яка не користується телефоном та не має облікового запису в соціальних мережах. Вона присвячує більшу частину свого часу догляду за молодшим братом з аутизмом. Одного разу дівчина та її товариш Еверетт Ленг стають свідками лісової пожежі, в результаті чого їх шкільний автобус потрапляє до пастки. Пожежа завдає непоправної шкоди та забирає велику кількість життів, а також пробуджує жахливу надприродну істоту. В метушні пожежі таємничий звір кусає підлітків, після чого вони починають побоюватися, що можуть перетворитися на перевертнів.

## Акторський склад

### Головний
- Сара Мішель Геллар — Крістін Ремсі
- Родріго Санторо — Гаррет Бріггс
- Армані Джексон — Еверетт Ленг
- Белла Шепард — Блейк Наварро
- Хлоя Роуз Робертсон — Луна Бріггс
- Тайлер Лоуренс Грей — Харлан Бріггс

### Другорядний
- Бейлі Стендер
- Чейз Ліфельд
- Холлі Бахар
- Ленні Джун
- Ріо Мангіні
- Стелла Сміт
- Зак Нельсон
- Джеймс Мартінес
- Емі Пітц
- Брія Брімер
- Джон Л. Адамс
- Шон Філіп Глазго

## Виробництво

### Розробка
У вересні 2021 року було оголошено, що Джефф Девіс розробляє серіал на основі книги «Вовча зграя» Едо ван Белкома для Paramount+.
Окрім Девіса, виконавчими продюсерами Capital Arts є Джо Генієр, Майк Елліотт і Карен Городецький. Джейсон Енслер, Сара Мішель Геллар і Крістіан Тейлор також виступають виконавчими продюсерами.

### Кастинг
20 червня 2022 року Paramount+ оголосив, що Армані Джексон, Белла Шепард, Хлоя Роуз Робертсон і Тайлер Лоуренс Грей підписали контракт на виконання головних ролей в майбутньому серіалі. 21 липня Сара Мішель Геллар спеціально з'явилася на панелі "Вовченя на Comic-Con у Сан-Дієго, щоб оголосити, що вона приєдналася до основного акторського складу шоу. 14 вересня було оголошено, що Родріго Санторо також приєднався до основного акторського складу.
7 жовтня стример також оголосив про нових акторів першого сезону.

### Зйомки
Основні зйомки «Вовчої зграї» розпочалися 21 липня 2022 року та триватимуть до листопада 2022 року.